# Brey-et-Maison-du-Bois
Brey-et-Maison-du-Bois è un comune francese di 106 abitanti situato nel dipartimento del Doubs nella regione della Borgogna-Franca Contea.

## Società

### Evoluzione demografica
Abitanti censiti